# Foxue da cidian
Das Foxue da cidian (chinesisch 佛學大辭典, Pinyin Fóxué dà cídiǎn, W.-G. Fo-hsüeh ta-tzu-tien – „Großes Wörterbuch des Buddhismus“) ist ein buddhistisches Nachschlagewerk, das von Ding Fubao (1874–1952) über einen Zeitraum von acht Jahren zusammengestellt wurde. Es basiert auf dem japanischen Wörterbuch des Buddhismus von Oda Tokunō 織田得能, einer gekürzten Version des Großen Wörterbuchs des Buddhismus (Bukkyō daijiten), es handelt sich um eine gekürzte Fassung des Buches, nachdem Informationen und Quellen zum japanischen Buddhismus entfernt wurden. Es wurde 1922 offiziell veröffentlicht und enthält mehr als 30.000 Einträge mit über 3,6 Millionen Wörtern.
Der Engländer William Edward Soothill und der Amerikaner Lewis Hodous übersetzten das Buch 1934 ins Englische und fügten jedem Eintrag das Devanagari (ins Lateinische transkribiert) hinzu. Nach dem Tod von Soothill aktualisierte Hodous das Buch 1937 mit A Dictionary of Chinese Buddhist Terms. Lionel Giles war einer der wichtigsten Korrekturleser. Der größte Geldgeber der Publikation war Mrs. Paul de Witt Twinem, of Trenton, New Jersey, d. h. die Frau von Paul de Witt Twinem (1894–1923), Lehrer an der Soong Mei-ling Middle School.
Aufgrund seines Alters ist das Wörterbuch gemeinfrei. Die englische Version von Soothill ist ebenfalls gemeinfrei.